# Мананна (тауншип, Миннесота)
Мананна (англ. Manannah) — тауншип в округе Микер, Миннесота, США. На 2000 год его население составило 610 человек.

## География
По данным Бюро переписи населения США площадь тауншипа составляет 99,9 км², из которых 99,6 км² занимает суша, а 0,3 км² — вода (0,31 %).

## Демография
По данным переписи населения 2000 года здесь находились 610 человек, 207 домохозяйств и 168 семей.  Плотность населения —  6,1 чел./км².  На территории тауншипа расположено 216 построек со средней плотностью 2,2 построек на один квадратный километр. Расовый состав населения: 99,84 % белых и 0,16 % азиатов. Испанцы или латиноамериканцы любой расы составляли 0,49 % от популяции тауншипа.
Из 207 домохозяйств в 40,1 % воспитывались дети до 18 лет, в 70,5 % проживали супружеские пары, в 4,8 % проживали незамужние женщины и в 18,4 % домохозяйств проживали несемейные люди. 16,4 % домохозяйств состояли из одного человека, при том 6,8 % из — одиноких пожилых людей старше 65 лет. Средний размер домохозяйства — 2,95, а семьи — 3,27 человека.
32,6 % населения — младше 18 лет, 6,2 % — в возрасте от 18 до 24 лет, 27,5 % — от 25 до 44, 21,1 % — от 45 до 64, и 12,5 % — старше 65 лет. Средний возраст — 35 лет. На каждые 100 женщин приходилось 114,8 мужчин.  На каждые 100 женщин старше 18 приходилось 117,5 мужчин.
Средний годовой доход домохозяйства составлял 39 813 долларов, а средний годовой доход семьи —  41 250 долларов. Средний доход мужчин —  28 500  долларов, в то время как у женщин — 20 774. Доход на душу населения составил 14 077 долларов. За чертой бедности находились 7,1 % семей и 8,2 % всего населения тауншипа, из которых 6,8 % младше 18 и 8,6 % старше 65 лет.